# (74067) 1998 MH3
(74067) 1998 MH3 – planetoida z pasa głównego asteroid okrążająca Słońce w ciągu 4,3 lat w średniej odległości 2,64 j.a. Odkryta 16 czerwca 1998 roku.